# شيح ثلجي
أرطماسيا أو شيح ثلجي أو أرطماسيا ثلجية أو أرطماسيا جبلية  (الاسم العلمي Artemisia glacialis)، هو نبات من نوع المُعشوشبة معمرة من فصيلة النجمية،
تنبت على صخور الجبال العالية بين 1800 و3400 متراً، تنمو في باقات صغيرة تعلو من 4 إلى 15 سم. أوراقها كُلها سِيْريَّة، مُرمَدَّة اللون، حريرة
المظهر. أزهارها أنبوبية صفراء اللون. رائحتها رائحة الأبسنت القوية. طعمها مر.
الأرطماسيا الثلجية هي خَضِير مُتراص في ضُمًّات من الأوراق الثُلاثية التقسيم، رؤيساتها على أطراف السُّوق القصيرة النادرة
الأوراق. قُلافتها مُطرزة بالبني.

## المنافع الطبية
في النبتة المُزهرة زيت دهني وجواهر مرة. وهي مُشهية، مُنشطة للمعدة، شافية للجُرح من الداخل ومن الخارج،
طاردة للحُمى. عِلاج لحالات (الحر والبرد). تُستعمل في ضعف الحيوية والنهك النفساني وإصابات رئوية سببها
البرد.